# Antonella Bellutti
Antonella Bellutti, née le 7 novembre 1968 à Bolzano dans le Trentin-Haut-Adige, est une coureuse cycliste sur piste italienne. Spécialiste de la poursuite, elle a été championne olympique de cette discipline aux Jeux de 1996 à Atlanta en battant Marion Clignet en finale. Elle n'est pas parvenue à remporter le titre mondial mais a été six fois championne d'Italie. Aux Jeux olympiques de 2000 à Sydney, elle remporte une deuxième médaille d'or, à la course aux points.

## Palmarès

### Jeux olympiques
- Atlanta 1996 :  Championne olympique de poursuite
- Sydney 2000 :  Championne olympique de la course aux points

### Championnats du monde
- Bogota 1995 :  Médaillée d'argent de la poursuite
- Manchester 1996 :  Médaillée de bronze de la poursuite

### Championnats nationaux
- Championne d'Italie de poursuite en 1994, 1995, 1996, 1997, 1998 et 2000
- Championne d'Italie du 500 mètres en 1995, 1996, 1997, 1998, 1999 et 2000
- Championne d'Italie de la course aux points en 1997 et 1999
- Championne d'Italie de vitesse en 1997 et 2000

### Coupe du monde
- 1995
  - 1re de la poursuite à Manchester
  - 2e de la poursuite à Bogota
- 1996
  - 1re de la poursuite à Cali
- 1997
  - 1re de la poursuite à Adelaide
  - 1re de la poursuite à Cagliari
  - 1re de la poursuite à Fiorenzuola d'Arda
  - 1re de la poursuite à Cali
  - 1re de la course aux points à Cali
- 1998
  - 1re de la poursuite à Cali
  - 1re de la course aux points à Cali
  - 2e de la course aux points à Berlin
- 1999
  - 2e de la course aux points à Mexico
- 2000
  - Classement général de la course aux points
  - 3e de la course aux points à Mexico
  - Classement général de la poursuite

## Distinctions
- Oscar TuttoBici : 1997

## Hommage
Le 7 mai 2015, en présence du président du Comité national olympique italien (CONI), Giovanni Malagò, a été inauguré  le Walk of Fame du sport italien dans le parc olympique du Foro Italico de Rome, le long de Viale delle Olimpiadi. 100 tuiles rapportent chronologiquement les noms des athlètes les plus représentatifs de l'histoire du sport italien. Sur chaque tuile figure le nom du sportif, le sport dans lequel il s'est distingué et le symbole du CONI. L'une de ces tuiles lui est dédiée .